# Neophygopoda
Neophygopoda is een kevergeslacht uit de familie van de boktorren (Cerambycidae). De wetenschappelijke naam van het geslacht werd voor het eerst geldig gepubliceerd in 1933 door Melzer.

## Soorten
Neophygopoda omvat de volgende soorten:
- Neophygopoda exilis Melzer, 1933
- Neophygopoda tibialis Melzer, 1933